# Kościół Reformowany w Oberentfelden
Kościół Reformowany (niem. Reformierte Kirche) – kalwinistyczna świątynia w szwajcarskiej miejscowości Oberentfelden, w kantonie Argowia, przy  Bahnhofstrasse 7.

## Historia
Pierwszy kościół w tym miejscu wzniesiono w X wieku. Podczas pożaru wsi w 1601 roku spłonął wraz z pobliską plebanią. Rok później ukończono budowę nowego, późnogotyckiego kościoła. W 1639 roku zawieszono dwa dzwony. W 1757 roku świątynia przeszła remont, który częściowo został opłacony przez władze Berna. W następnym wieku kościół wymagał ponownie renowacji, jednak w 1857 roku zadecydowano o budowie nowej świątyni, gdyż ówczesny kościół nie wystarczał rozrastającej się miejscowości. Budowa, według projektu Ferdinanda Stadlera, trwała w latach 1864–1866. Wnętrze przebudowano w 1911 roku, dzięki czemu zyskało secesyjny wygląd. Podczas restauracji w latach 1964–1965 zainstalowano nowe organy, rok później kościół został objęty ochroną konserwatorską. W lipcu 2013 roku odłamał się kraniec hełmu wieży – rzeźba koguta oraz krzyż.

## Architektura
Świątynia neoromańsko-klasycystyczna, trójnawowa. Wieża ma wysokość 41 metrów.

## Dzwony
Na wieży kościoła zawieszone jest 5 dzwonów:
| Imię                | Ton | Waga    |
| ------------------- | --- | ------- |
| Hoffnung (Nadzieja) | c"  | 281 kg  |
| Freude (Radość)     | as' | 590 kg  |
| Liebe (Miłość)      | f'  | 1000 kg |
| Treue (Wierność)    | es' | 1350 kg |
| Friede (Pokój)      | c'  | 2400 kg |